# Malvern (Arkansas)
Malvern − miasto w położone w południowo-wschodniej części Stanów Zjednoczonych, w stanie Arkansas, w hrabstwie Hot Spring (jego stolica). Przez Malvern przebiega autostrada międzystanowa nr 30.

## Demografia
W 2011 roku populacja miasta wynosiła 10 307 mieszkańców. W roku 2023 liczba mieszkańców wzrosła do 11 080 osób, a gęstość zaludnienia niemal do 500 osób/km².